# Temporada 2001-2002 del Liceu
| Temporada 2001-2002 del Liceu |                         |                     |                        | | | |                                                                     |
| Òpera                         | Compositor              | Director musical    | Director d'escena      | Papers principals | Segon repartiment | Producció                                                                                                 | Dates                                                               |
| La bohème                     | Giacomo Puccini         | Bertrand de Billy   | Giancarlo del Monaco   | María Bayo, Walter Fraccaro, Regina Schörg, Manuel Lanza, Stefano Palatchi, Gabriel Suovanen, Orazio Mori, Antoni Lluch, Josep Fadó Miguel Ángel Currás, Joxan Matxain, Antoni Bernal                                                                                        | Elena Zelenskaya, Vicente Ombuena, Carmen Serrano, Luis Ledesma, Simón Orfila, Lluís Sintes                                      | Teatro Real de Madrid                                                                                     | 7, 9, 10, 11, 13, 14, 16, 17, 19, 21, 23, 25 i 27 d'octubre         |
| La Fattucchiera               | Vicenç Cuyàs            | Josep Pons          | Versió de concert      | Carlos Chausson, Ofelia Sala, José Sempere, Sabrina de Rose, Javier Franco, Montserrat Benet | | | 26 i 28 d'octubre                                                   |
| Gloriana                      | Benjamin Britten        | Richard Farnes      | Phyllida Lloyd         | Josephine Barstow, Nicholas Sears, Ruth Peel, Karl Daymond, Susannah Glanville, Eric Roberts, Mark Beesley, Richard Whitehouse, Hilary Jackson, Michael John Pearson, A. Galloway Bell, Gladwyn Taylor, Pauline Thulborn, Iain Paton, Peter Bodenham, Garrick Forbes         | | Opera North (Anglaterra)                                                                                  | 26 i 28 d'octubre                                                   |
| Macbeth                       | Giuseppe Verdi          | Riccardo Muti       | Versió de concert      | Leo Nucci, Maria Guleghina, Salvatore Licitra, Ildar Abdrazakov | | la Scala de Milà                                                                                          | 7 de novembre                                                       |
| La guineueta astuta           | Leoš Janáček            | James Holmes        | Annabel Arden          | Janis Kelly, Giselle Allen, Christopher Purves, Nigel Robson, Richard Angas, Mark Stone, Edward Thornton, Stephen Briggs, David Owen-Lewis, Gladwyn Taylor, Paul Wade, Claire Evans, Miranda Bevin, Claire Evans, Keith Mills, Llyndall Trotman, Miranda Bevin, Claire Evans | | Opera North (Anglaterra)                                                                                  | 15, 18, 19, 21 i 23 de novembre                                     |
| La traviata                   | Giuseppe Verdi          | Julia Jones         | Richard Eyre           | Ruth Ann Swenson, Marcus Haddock, Joan Pons, Rosa Mateu, Rosa Maria Conesa, Vicenç Esteve Madrid, Javier Franco, David Rubiera, Joxan Matxain, Jordi Casanova, Vicenç Esteve Corbacho                                                                                        | Mary Dunleavy/Kathleen Cassello/Darina Takova, Carlos Cosías/Stefano Secco/Giuseppe Filianoti/Giuseppe Sabbatini, Carlos Álvarez | Royal Opera House Covent Garden (Londres)                                                                 | 12, 15, 18, 23, 27, 28 i 30 de desembre i 5, 7, 9, 12 i 16 de gener |
| Henri VIII                    | Camille Saint-Saëns     | José Collado        | Pierre Jourdan         | Montserrat Caballé, Simon Estes, Nomeda Kazlaus, Charles Workman, Charles Workman, Josep Fadó, Paolo Pecchioli, Celestino Varela, José Julian Frontal, Vicenç Esteve Madrid, Begoña Alberdi, Alfredo Heilbron                                                                | Cassandra Riddle, Robert Bork, Jane Dutton, Attila Kiss                                                                          | Gran Teatre del Liceu/Théâtre Impérial de Compiègne                                                       | 4, 8, 10, 11, 13, 15 i 17 de gener                                  |
| L'Orfeo                       | Claudio Monteverdi      | Jordi Savall        | Gilbert Deflo          | Furio Zanasi, Montserrat Figueras, Sara Mingardo, Antonio Abete, Daniele Carnovich, Fulvio Bettini, Gerd Türk, Francesc Garrigosa, Carlos Mena | | | 2, 4, 6, 8, 10, 12, 14 i 16 de febrer                               |
| La clemenza di Tito           | Wolfgang Amadeus Mozart | Bertrand de Billy   | Versió de concert      | Deon van der Walt, Jennifer Larmore, Julia Varady, Heidi Brünner, Montserrat Martí, Simón Orfila | | | 27 de febrer a l'1 de març                                          |
| Kàtia Kabànova                | Leoš Janáček            | Sylvain Cambreling  | Christoph Marthaler    | Henk Smit, Peter Straka, Jane Henschel, Hubert Delamboye, Angela Denoke, Elisabete Matos (25, 27 març), Rainer Trost, Dagmar Pecková, Frédéric Caton, Cristina Obregón, Clàudia Schneider, Sandra Pacheco                                                                    | | Festival de Salzburg                                                                                      | 17, 19, 21, 23, 25, 27 de març                                      |
| La favorita                   | Gaetano Donizetti       | Richard Bonynge     | Ariel García Valdés    | Dolora Zajick, Josep Bros, Manuel Lanza, Stefano Palatchi, Simón Orfila, Antonio Gandía, Cristina Obregón | Eugenie Grunewald, José Sempere, Luis Ledesma, Simón Orfila                                                                      | Gran Teatre del Liceu / Teatro Real (Madrid)                                                              | 16, 19, 20,21, 23, 24, 25, 26, 27, 29 abril                         |
| Lady Macbeth de Mtsensk       | Dmitri Xostakóvitx      | Alexander Anissimov | Stein Winge            | Nadine Secunde, Christopher Ventris, Francisco Vas, Mireille Capelle, Anatoli Kotscherga, Francisco Santiago, Maxim Mikhailow, John Hurst, Nino Surguladze, Juha Kotilainen, Evgeni Nesterenko, Stanislav Shvets, Alfredo Heilbron, Cristina Obregón                         | Jayne Casselman, Jeffrey Dowd, Esa Ruutunen                                                                                      | Gran Teatre del Liceu / Théâtre de La Monnaie (Brussel·les)                                               | 13, 16, 17, 18, 21, 22, 23, 25 i 26 de maig                         |
| Tristan und Isolde            | Richard Wagner          | Bertrand de Billy   | Alfred Kirchner        | Deborah Polaski, Thomas Moser, Falk Struckmann, Lioba Braun, Eric Halfvarson, Wolfgang Rauch, Francisco Vas, Michael Vier | Sue Patchell/Jane Eaglen, John Treleaven, Alan Held, Heidi Brunner, Falk Struckmann                                              | De Nederlandse Opera (Amsterdam)                                                                          | 11, 15, 18, 20, 22, 26, 28 i 30 de juny i 2, 4, 6 i 8 de juliol     |
| Die Zauberflöte               | Wolfgang Amadeus Mozart | Josep Pons          | Joan Font (Comediants) | Ofelia Sala, Deon van der Walt, Milagros Poblador, Wolfgang Rauch, Reinhard Hagen, Francisco Vas, Matthias Hölle, Olatz Saitua, María Rodríguez, Mireia Pintó, Itxaro Mentxaka, Mariano Viñuales, Vicenç Esteve Madrid                                                       | Gabriele Rossmanith, Marcel Reijans, Tina Schlenker, Oliver Zwarg, Matthias Hölle, Robert Holzer                                 | Gran Teatre del Liceu / Festival Mozart de A Coruña / Festival Internacional de Música y Danza de Granada | 18, 19, 20, 22, 23, 24, 25, 26, 27 i 28 de juliol                   |